# 別式
別式（べつしき）は、江戸時代に諸藩の奥向き（幕府の大奥にあたる）で活動した女性の武芸指南役。別式女、刀腰婦、帯剣女とも呼称された。
その風貌は、寛政年間の出羽国の随筆『黒甜瑣語』によれば、大小（二刀）まで差し、眉を剃り、眉墨もせず、青く眉の跡が残っており、着物も対丈に着て、引き摺っていない勇ましい格好をしていたと記述されている。
こうした武家女性が登場･活躍した社会背景には、武家の家庭事情もある。戦国期でも公家の女性が武家に入ることで家庭が綺麗事になる事例はあったが、近世に太平の世となると、本格的に柔弱になってきて、その反動で寛文年間辺りから武門武士らしい女を珍重するようになり、一種の流行となった。
活動としては、竹刀打ちはもちろん、鎌術･薙刀･馬術などの稽古も行った。
『婦女勇義伝』という書物には、別式女のいる大名は17、8家あったと記す。その記述によれば、仙台藩に10人、尾州に6人、水戸や長州が3人、姫路、肥後、薩摩、加州が4人。紀州にもみられたとする。